# Meliceae
Meliceae es una tribu de hierbas de la familia Poaceae. El género tipo es Melica. Tiene los siguientes géneros.

## Géneros
Según wikispecies
- Anthochloa - Glyceria - Lophochlaena - Lycochloa - Melica - Pleuropogon - Schizachne - Streblochaete - Triniochloa[1]

Según GRIN
- Glyceria - Lycochloa - Melica - Pleuropogon - Schizachne - Streblochaete - Triniochloa